# Batu Pance
Batu Pance is een bestuurslaag in het regentschap Empat Lawang van de provincie Zuid-Sumatra, Indonesië. Batu Pance telt 1284 inwoners (volkstelling 2010).